# Jürgen Busack
Jürgen Busack (* 29. Oktober 1935 in Bremen; † 28. Mai 2022 in Lübeck) war ein deutscher Politiker (SPD).

## Leben und Beruf
Nach dem Abitur 1956 in Bad Oldesloe absolvierte Busack ein Studium an der Pädagogischen Hochschule in Flensburg, das er 1958 mit der ersten Prüfung für das Lehramt an Grund- und Hauptschulen beendete. Danach war er bis 1971 als Lehrer an Lauerholz-Volksschule in Lübeck tätig.
Jürgen Busack war verheiratet und hat ein Kind.

## Partei
Busack trat 1957 in die SPD ein und war bis 1965 stellvertretender Vorsitzender der Jusos in Lübeck. Er gehörte von 1965 bis 1977 dem Vorstand des SPD-Kreisverbandes Lübeck und von 1969 bis 1975 sowie ab 1977 dem Landesvorstand der SPD in Schleswig-Holstein an. Von 1971 bis 1973 war Busack Kreisvorsitzender der SPD Lübeck.

## Abgeordneter
Busack war von 1967 bis 1983 Mitglied des Landtages von Schleswig-Holstein und dort zuletzt europapolitischer Sprecher der SPD-Landtagsfraktion.
Jürgen Busack zog stets als direkt gewählter Abgeordneter des Wahlkreises Lübeck-Nord in den Landtag ein.